# 五月二日省

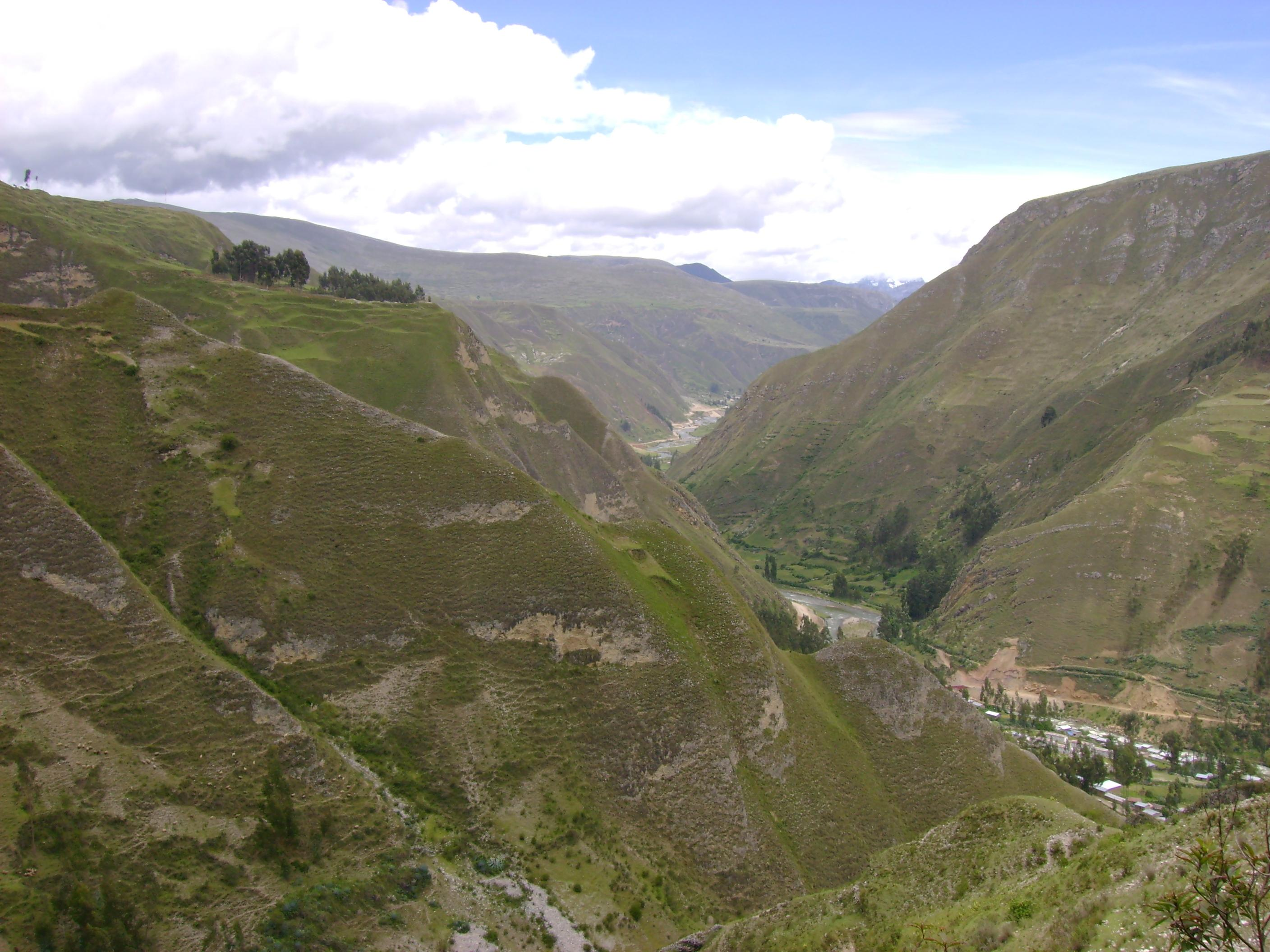

五月二日省（西班牙語：Provincia de Dos de Mayo），是秘魯的省份，位於該國中部瓦努科大區，首府是拉烏尼翁，面積1,438平方公里，2005年人口42,825，人口密度為每平方公里30人。
其名稱是紀念1866年西班牙與秘魯之間的卡亞俄戰役。